# Нижньоапшанська сільська рада
| Нижньоапшанська сільська рада — колишній орган місцевого самоврядування у Тячівському районі Закарпатської області з адміністративним центром у с. Нижня Апша. Сільській раді підпорядковані населені пункти: - с. Нижня Апша - с. Пещера - с. Подішор |

## Склад ради
Рада складається з 30 депутатів та голови.

## Історія
Закарпатська обласна рада рішенням від 20 червня 2003 року у Тячівському районі у зв'язку з перейменуванням села Діброва на село Нижня Апша, перейменувала Дібрівську сільраду на Нижньоапшанську.